# 水書用紙
水書用紙（すいしょようし）は、水で書くと書いた部分の色が変わり、乾くと消える水書に使用される用紙。「水書き用紙」とも呼ばれる。パイロットによると、一般的には紙製が多いが、合成紙をベースとしたものも存在する。合成紙製の方が水に濡れた際の耐久性が高い。
「子供たちの運筆能力の向上につながる用具として『水書用筆等』」に目が向けられ、小学校学習指導要領が改定されることとなり、2020年度より小学校1、2学年を対象に「水書用筆等を使用した運筆指導」が実施され、それに対応している。

## 特徴
紙の表面に特殊な加工が施されているが、紙製のものは水分によりふやけが生じたり、表面の加工が劣化したりするため、使用回数には目安がある。耐久性があるとはいえ、紙を硬いもので無理にこすると、加工が削れる。メリットは繰り返し利用可能な点、水を使用するため手や衣類が汚れない点である。
表面に細かい凹凸などの加工がされており、紙が乾いた状態では光の反射により白く見えるが、濡れると特殊な層が透明になり、「光の乱反射を抑制することで下地の色が透けて見える」仕組みとなっている。